# VM i skak 2005 (FIDE)
FIDEs VM i skak 2005 var en turnering mellem otte af verdens bedste skakspillere, som blev afviklet i San Luis-provinsen i Argentina mellem den 27. september og 16. oktober 2005. Vinder blev Veselin Topalov fra Bulgarien.

## Turneringsformatet
FIDE var blevet kritiseret for deres knockout-turneringer om VM fra 1998 til 2004, hvor en match blev afgjort med få (2-6) partier og med hurtigskak og lynskak som tiebreaker. Derfor blev formatet ændret til en dobbeltrundet alle-mod-alle turnering mellem otte inviterede spillere og med normal tidskontrol, hvor der i mesterskaberne 2000-2004 var blevet brugt en hurtigere version.

## Deltagerne
FIDE havde oprindeligt inviteret vinderen af FIDEs knockout VM i 2004, Rustam Kasimdzjanov, toeren ved samme lejlighed, Michael Adams, den "klassiske" verdensmester Vladimir Kramnik og dennes seneste udfordrer Péter Lékó. Derudover havde man inviteret de fire øverste fra FIDEs rangliste (gennemsnit af juli 2004 og januar 2005): Garri Kasparov, Viswanathan Anand, Veselin Topalov og Alexander Morozevitsj. Af disse meldte Kramnik afbud pga. forhandlingerne om genforening af de to VM-titler, mens Kasparov i 2005 annoncerede at han trak sig tilbage fra skakken, dermed blev der plads til de to næste på FIDEs rangliste: Peter Svidler og Judit Polgar. Polgar blev dermed den første kvinde, som spillede om "mændenes" verdensmesterskab.

## Turneringstabel
| VM i skak 2005 | VM i skak 2005        | VM i skak 2005 | VM i skak 2005 | VM i skak 2005 | VM i skak 2005 | VM i skak 2005 | VM i skak 2005 | VM i skak 2005 | VM i skak 2005 | VM i skak 2005 |
| Nr.            | Spiller               | 1              | 2              | 3              | 4              | 5              | 6              | 7              | 8              | Points i alt   |
| -------------- | --------------------- | -------------- | -------------- | -------------- | -------------- | -------------- | -------------- | -------------- | -------------- | -------------- |
| 1              | Veselin Topalov       | - –            | ½ ½            | 1 ½            | 1 ½            | 1 ½            | 1 ½            | 1 ½            | 1 ½            | 10             |
| 2              | Viswanathan Anand     | ½ ½            | – -            | ½ ½            | 0 ½            | ½ 1            | 0 1            | 1 ½            | 1 1            | 8½             |
| 3              | Peter Svidler         | 0 ½            | ½ ½            | – -            | 1 1            | 1 ½            | ½ ½            | ½ ½            | 1 ½            | 8½             |
| 4              | Alexander Morozevitsj | 0 ½            | 1 ½            | 0 0            | – -            | ½ 1            | ½ ½            | ½ ½            | ½ ½            | 7              |
| 5              | Péter Lékó            | 0 ½            | ½ 0            | 0 ½            | ½ 0            | – -            | ½ 1            | 1 ½            | 1 ½            | 6½             |
| 6              | Rustam Kasimdzjanov   | 0 ½            | 1 0            | ½ ½            | ½ 0            | ½ 0            | – -            | ½ ½            | ½ ½            | 5½             |
| 7              | Michael Adams         | 0 ½            | 0 ½            | ½ ½            | ½ ½            | 0 ½            | ½ ½            | – -            | ½ ½            | 5½             |
| 8              | Judit Polgar          | 0 ½            | 0 0            | 0 ½            | ½ ½            | 0 ½            | 1 0            | ½ ½            | – -            | 4½             |

## To VM-titler og genforening
På dette tidspunkt var verdensmestertitlen delt mellem FIDEs og den "klassiske". Sidstnævnte opstod i 1993, da den regerende verdensmester under FIDE, Garri Kasparov fra Rusland, brød med FIDE og etablerede en ny titel, som kaldes den klassiske.
I 2004 havde Vladimir Kramnik, som erobrede den klassiske VM-titel ved at slå Kasparov i 2000, annonceret, at han ville gå ind på at møde FIDEs verdensmester i en genforeningsmatch af de to VM-titler. Han fulgte op på denne aftale ved at tilbyde Topalov en match om verdensmesterskabet. Topalov sagde i første omgang nej, men senere ja. Denne match blev afviklet i 2006.